# Овинищенский район
Овинищенский район — административно-территориальная единица в составе РСФСР, существовавшая в 1935—1956 годах.
Административный центр — село Кесьма.

## История
Образован 5 марта 1935 года в составе Калининской области, название — от станции Овинище, пристанционный посёлок которой предполагалось сделать райцентром.
В 1940 году в состав района входили следующие сельсоветы:
1. Билюковский
2. Братсковский
3. Быковский
4. Васильковский
5. Дюдиковский
6. Ивано-Горский
7. Каменский
8. Кесемский
9. Кошелевский
10. Мартыновский
11. Михалевский
12. Мосеевский
13. Мотаевский
14. Остолоповский
15. Острецовский
16. Пашковский
17. Перховский
18. Романовский
19. Рябининский
20. Селезневский
21. Тучевский
22. Чамеровский
23. Чернецкий
24. Чурилковский

Упразднен 4 июля 1956 года.
Территория Овинищенский района входит в состав Весьегонского и Краснохолмского  районов Тверской области.